# Rhynchagrotis niger
Rhynchagrotis niger är en fjärilsart som beskrevs av Smith 1903. Rhynchagrotis niger ingår i släktet Rhynchagrotis och familjen nattflyn. Inga underarter finns listade.